# جون جاي (لاعب كرة قاعدة)
جون جاي (بالإنجليزية: Jon Jay) هو لاعب كرة قاعدة أمريكي، ولد في 15 مارس 1985 في ميامي في الولايات المتحدة.

## وصلات خارجية
- جون جاي على موقع دوري كرة القاعدة الرئيسي (الإنجليزية)
- جون جاي على موقعبيزبول رفرنس.كوم (الدوري الرئيسي) (الإنجليزية)
- جون جاي على موقعبيزبول رفرنس.كوم (الدوري الثانوي) (الإنجليزية)
- جون جاي على موقع إي إس بي إن.كوم (أم.أل.بي) (الإنجليزية)
- جون جاي على موقع مشجعي الرسوم البيانية (الإنجليزية)